# Parque nacional de los Glaciares
El Parque Nacional de los Glaciares (en inglés Glacier National Park) se encuentra situado en Montana, Estados Unidos, haciendo frontera con las provincias canadienses de Alberta y Columbia Británica, entre las coordenadas 48°14'-49°0' Norte y 114°28'-113°14' Oeste. Este se compone de dos sistemas montañosos, 130 lagos con nombre, más de mil especies de plantas y cientos de especies de animales. Este vasto ecosistema de 4101 kilómetros cuadrados es la pieza central de lo que ha venido llamándose la “corona de ecosistemas del continente”, un conjunto de áreas protegidas de 44 mil kilómetros cuadrados. La famosa autopista Going-to-the-Sun, atraviesa el corazón del parque sorteando la Divisoria continental norteamericana. Desde la autopista los visitantes obtienen buenas vistas de las cadenas montañosas Lewis y Livingston así como de densos bosques, cascadas, dos grandes lagos y de zonas de tundra alpina. Junto con la autopista, cinco hoteles históricos y chalets están incluidos en el catálogo de puntos de referencia históricos. Un total de 350 puntos se encuentran incluidos en el registro nacional de lugares históricos.
El parque nacional de los Glaciares hace frontera con el parque nacional Waterton Lakes en Canadá. Ambos parques también son conocidos por el nombre Parque Pacífico Waterton-Glacier, el primer parque pacífico internacional que se instauró en el mundo, en 1932. Las Naciones Unidas establecieron una reserva de la biosfera en 1976 y en 1995 fueron nombrados Patrimonio de la Humanidad por la Unesco.

## Historia

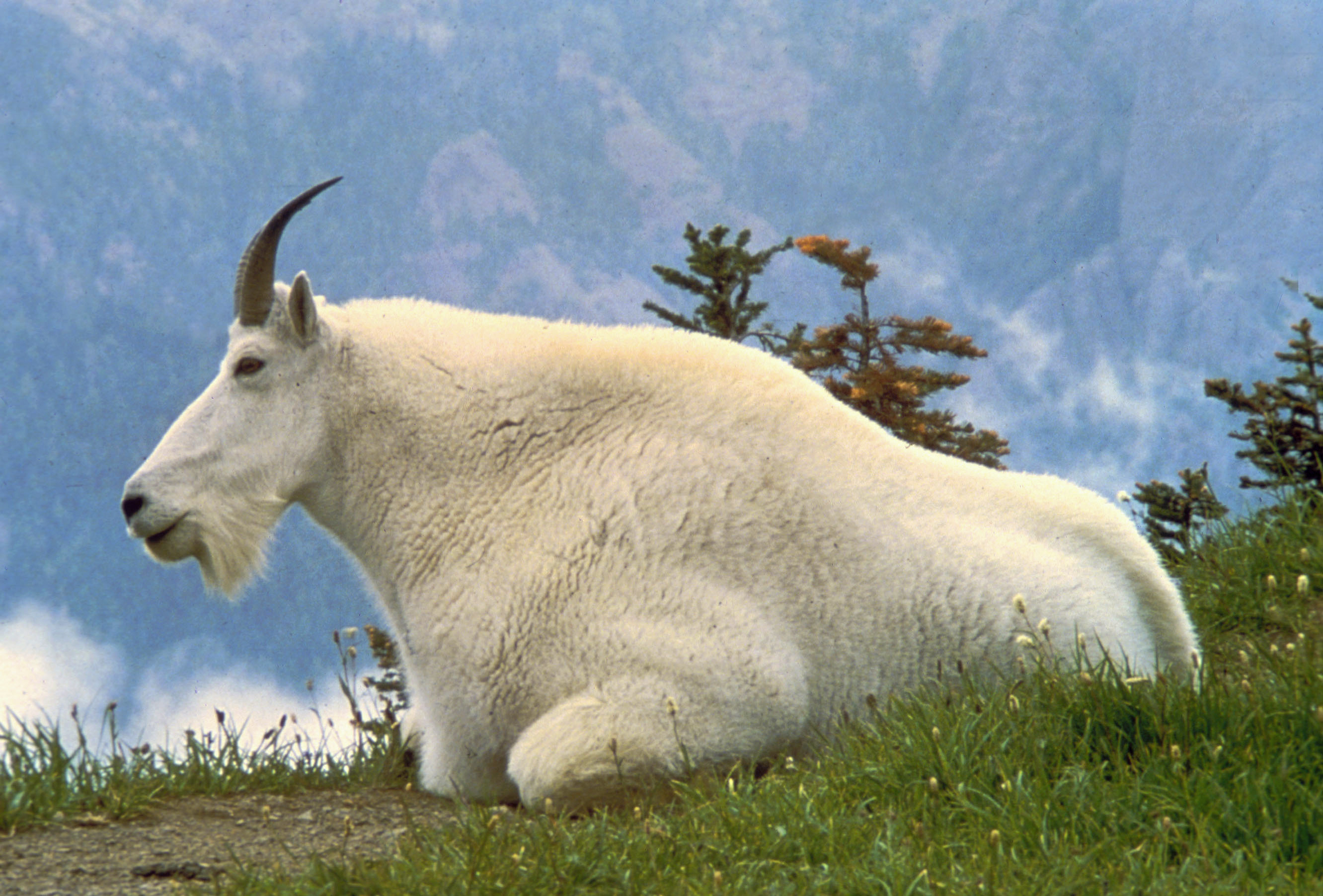
La cabra montesa es el símbolo oficial del parque.

Según los restos arqueológicos, los Amerindios ocuparon la zona hace diez mil años. Los primeros colonos con linaje con las tribus actuales fueron los Salish, Flathead, Shoshone y Cheyennes. Los Pies Negros llegaron a la zona a principios del siglo XVII dominando la vertiente oriental, que luego se convertiría en el parque y las Grandes Llanuras que se encuentran inmediatamente al este. La región del parque aportaba a los Pies Negros refugios contra los vientos invernales de las planicias, supliendo sus tradicionales cacerías de bisontes por otros tipos de alimentos. Actualmente, la Reserva India de los Blackfeet se encuentra al este del parque, mientras que la Reserva India de los Flathead se encuentra al suroeste del parque. Cuando se creó la reserva de los Pies Negros en 1855, se incluía el territorio oriental del parque hasta la Divisoria Continental. Para los Pies Negros, las montañas del área, especialmente el monte Chief y la región al sureste eran los "Huesos negros del mundo", que se visitaban durante las ceremonias de cambio de estatus social. En 1895 los Pies Negros autorizaron la venta del área montañosa (unos 3200 km²), al gobierno de los Estados Unidos por 1,5 millones de dólares. Con la venta quedaron establecidas las fronteras actuales de la reserva.

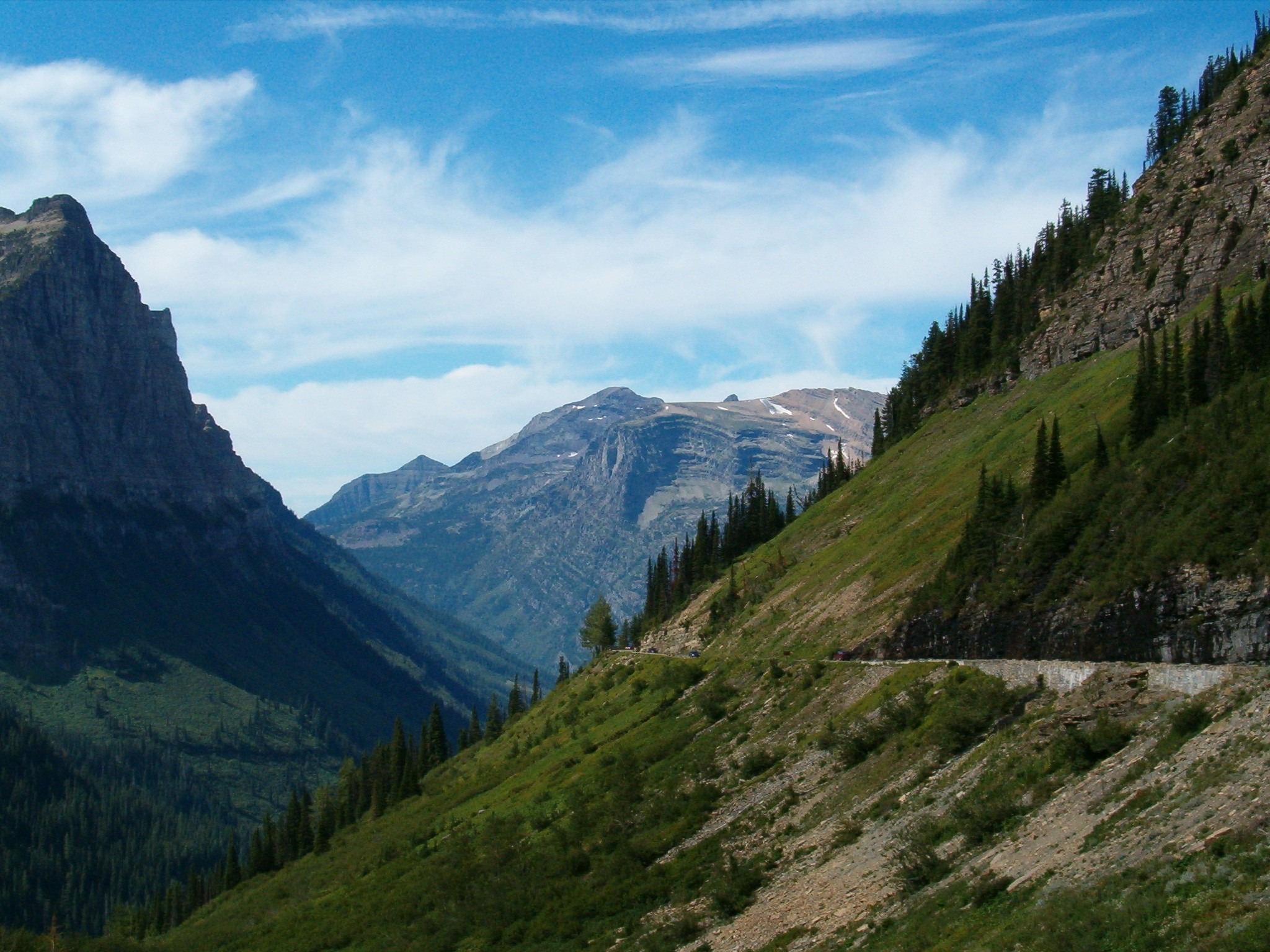
La carretera Going-to-the-Sun vista desde el Valle McDonald.

Durante la exploración del río Marías en 1806, la expedición de Lewis y Clark se adentró 80 km en el área que actualmente ocupa el parque. A partir de 1850 comenzaron las exploraciones para cartografiar el área. George Bird Grinnell llegó a la región a finales de la década de 1880 quedando tan impresionado del paisaje, que pugnó durante dos décadas para la creación de un parque nacional. En 1901, Grinnel escribió una descripción de la región en la cual se refería a la zona como la Corona del Continente. Sus esfuerzos por proteger la zona lo convirtieron en el gran contribuyente de la causa. Unos cuantos años después de la visita de Grinnel, en 1892, Henry L. Stimson y dos compañeros, entre los que se encontraba un Pies Negro, escalaron la cara este del monte Chief.
En 1891, acabó la construcción de la Gran Línea Férrea del Norte por la empresa Great Northern Railway, que atraviesa la Divisoria Continental en Marias Pass (1589 m), en el borde meridional del parque. La compañía gestora presionó al Congreso para la creación de una zona protegida, lo que se logró en 1900 con la creación de una reserva forestal. Este tipo de protección medioambiental permitía la exploración minera, aunque tuvo que ser abandonada por la escasa rentabilidad económica. En un esfuerzo para estimular el uso de la vía férrea, se promocionó el esplendor de la región. No obstante, continuaron los esfuerzos para la creación de un parque nacional, alentados especialmente por George Bird Grinnell, Henry L. Stimson y la compañía gestora de las vías férreas. En 1910 se aprobó una ley en el Congreso que elevaba la reserva forestal al estatus de parque nacional. La ley fue sancionada por el presidente William Howard Taft el 11 de mayo de 1910.
La Great Northern Railway, bajo la supervisión de su presidente Louis W. Hill, construyó una serie de hoteles y chalets para promover el turismo. Estos edificios se construyeron siguiendo el modelo suizo, siguiendo la idea de Hill de convertir la región en la Suiza americana. Los turistas solían acercarse a la zona de glaciares del noreste a lomos de caballos o en autobuses.

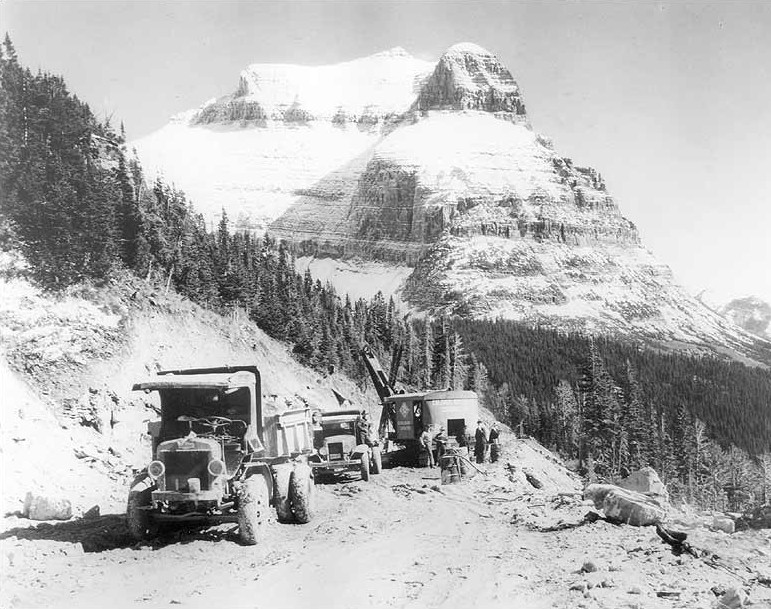
Construcción de la carretera Going-to-the-Sun con la montaña homónima al fondo, 1932.

Entre los chalets, construidos entre 1910 y 1913, se encuentran Belton, St. Mary, Sun Point, Two Medicine, Sperry, Granite Park, Cut Bank, y Gunsight Lake. La compañía gestora de las vías férreas también construyó el Glacier Park Lodge, adyacente al parque en la zona oriental y el Many Glacier Hotel, en la ribera oriental del Lago Swiftcurrent. Louis Hill fue el encargado de seleccionar en persona la localización de cada construcción, eligiendo lugares completamente distintos y buscando grandes vistas desde cada habitación. Otro pionero en la construcción de establecimientos hoteleros fue John Lewis, el cual construyó el Lewis Glacier Hotel en el Lago McDonald, entre 1913 y 1914. La compañía gestora de las vías férreas compró el hotel en 1930 cambiando su nombre por Lake McDonald Lodge. Los chalets fueron creados en zonas rurales a las cuales solo se podía acceder a pie o a caballo. Hoy en día, solo están abiertos los chalets de Sperry y Granite Park mientras que el edificio que pertenecía al Chalet Two Medicine es actualmente el Two Medicine Store. Los edificios construidos por la compañía gestora de las vías férreas, Sperry y Granite Park, Many Glacier Hotel, y Two Medicine Store) se encuentran en la lista de sitios históricos nacionales. En total, 350 estructuras están catalogadas en el registro nacional de lugares históricos.
Después del establecimiento del parque y la llegada de turistas, se planteó el problema de que hacer con los accesos en automóvil. Para ello se decidió la creación de una autopista de 85 km denominada Going-to-the-Sun Road, cuya fecha de finalización fue 1932. También conocida como Carretera del Sol, la vía divide el parque en dos zonas y es la única que penetra en el parque, pasando sobre la Divisoria Continental en Logan Pass (2033 m). La carretera también está incluida en la lista de lugares históricos, y en 1985 se designó punto de referencia histórico de la ingeniería civil. Otra ruta, a través de la frontera sur del parque, es la Ruta 2, que atraviesa la Divisoria Continental en Marias Pass, conectando las localidades de West Glacier y East Glacier. Durante la década de los 1930, el Cuerpo Civil de Conservación preparó distintos puntos de la zona.
En 2003, un incendio forestal consumió el 10 % de la zona occidental del parque. También hubo incendios en los bosques circundantes.

## Gestión del parque

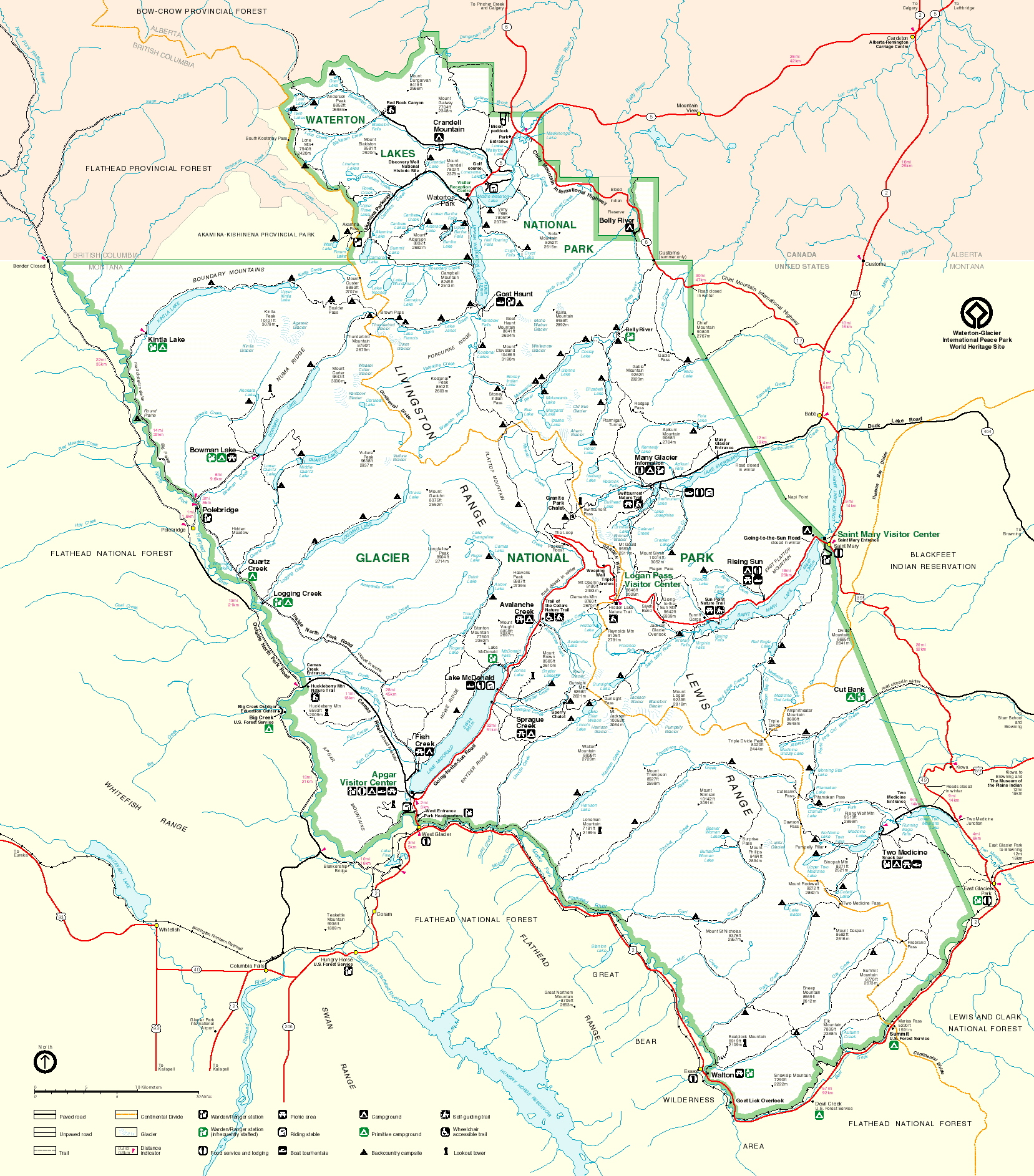
Mapa de Waterton-Glacier International Peace Park

El parque está custodiado por el Servicio Nacional de Parques, cuyas oficinas se encuentran en West Glacier, Montana. El Servicio Nacional de Parques es la agencia federal con menor número de funcionarios en comparación con el área sobre el que ejerce su jurisdicción (340 000 km²). Las visitas al parque nacional Glacier ascienden a casi 2 millones de visitantes anuales, de los cuales muy pocos se alejan de las carreteras principales y hoteles.
El presupuesto del parque ascendió a 11 885 000 dólares en el año fiscal de 2006. La mayoría del presupuesto se gasta en el pago de salarios a los funcionarios y en hacer pequeñas mejoras de las infraestructuras. Más del 60 % de empleados lo son de temporada, finalizando su contrato al terminar el verano. El 20 % de las ganancias del parque provienen de las tarifas de entrada y de camping. El resto proviene de los impuestos federales y donaciones. Según un informe presentado a la Cámara de Representantes de Estados Unidos, los costes de mantenimiento del parque, sin tener en cuenta las reparaciones de las carreteras y hoteles, ascendió a 77 millones de dólares. Reparar los hoteles y adaptarlos a las necesidades del momento se calcula que costará entre 100 y 135 millones de dólares.
La función del Servicio Nacional de Parques consiste en preservar y proteger la naturaleza y la cultura. El acta orgánica del 25 de agosto de 1916 creó el Servicio Nacional de Parques como agencia federal. Una extensa parte del acta se denomina la "Misión", "...to promote and regulate the use of the ... national parks ... which purpose is to conserve the scenery and the natural and historic objects and the wild life therein and to provide for the enjoyment of the same in such manner and by such means as will leave them unimpaired for the enjoyment of future generations". (…promocionar y regular el uso de los parques nacionales, cuyo propósito es conservar el escenario y los objetos naturales e históricos así como la vida salvaje que contienen y proveer el disfrute de los mismos de tal manera que se mantengan en su estado para el disfrute de las generaciones futuras). Siguiendo las normas, es ilegal en el parque la caza así como la minería, la tala de árboles y sacar del parque objetos naturales e históricos. Tampoco se permite la extracción de petróleo o gas natural dentro de los límites del parque. En 1974, un estudio sobre zonas salvajes fue presentado en el Congreso en el cual se identificaba al 95 % del territorio del parque como adecuado para la designación como zona salvaje. A diferencia de otros parques, Glacier debe ser protegido como zona salvaje, pero la política del Servicio Nacional de Parques es de gestionar las zonas listadas en el informe como zonas salvajes a la espera de que el Congreso se pronuncie.
Anticipándose al primer centenario de la creación del parque en 2010, para 2007 se prepara una gran reforma de la autopista Going-to-the-Sun y el cierre temporal de varias carreteras. También se rehabilitarán otras infraestructuras como el centro de visitantes y los hoteles históricos, así como se harán mejoras en el tratamiento de aguas residuales. También se están realizando estudios sobre la viabilidad de la pesca en el Lago McDonald y la rehabilitación de senderos.

## Geografía y geología

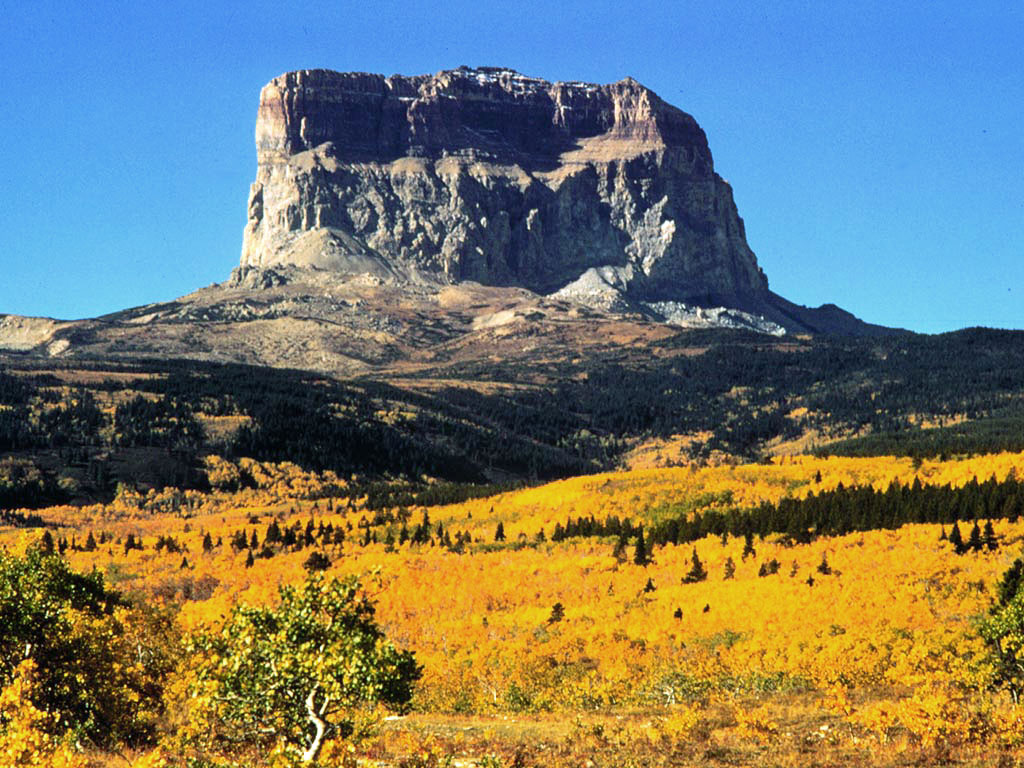
El Monte Chief es un monte aislado en la frontera oriental del parque.

Al norte del parque se encuentra el parque nacional de Waterton Lakes en Alberta, Canadá, el Bosque Provincial Flathead y el Parque Provincial Akamina-Kishinena en la Columbia Británica. Al oeste se encuentra la bifurcación septentrional del río Flathead que forma la frontera occidental del parque, mientras que la bifurcación media forma la frontera sur. La Reserva de los Pies Negros limita con el parque al este y el Bosque Nacional Flathead se encuentra al sureste. El remoto Complejo Natural Bob Marshall se encuentra en los dos bosques inmediatamente al sur. 
El parque contiene una docena de grandes lagos y 700 pequeños, de los cuales solo 131 poseen nombre. Los cuatro lagos más grandes son, el Lago McDonald, el St. Mary, el Bowman y el Kintla. Muchos de los pequeños lagos, denominados tarn, se encuentran en los circos glaciares formados por la erosión glacial. Algunos de ellos, como el lago Avalancha y el lago Cráter poseen aguas de color turquesa causadas por la suspensión de cienos glaciales, los cuales producen también corrientes de aguas de color blanco. La temperatura del agua se mantiene siempre fría, alcanzando una temperatura máxima de 10 °C en su superficie. Debido a estas temperaturas, crece muy poco plancton y a esto se debe la claridad de las aguas. Sin embargo, la falta de plancton disminuye la capacidad de absorción de la polución, siendo por tanto muy peligroso cualquier tipo de vertido tóxico en los lagos.

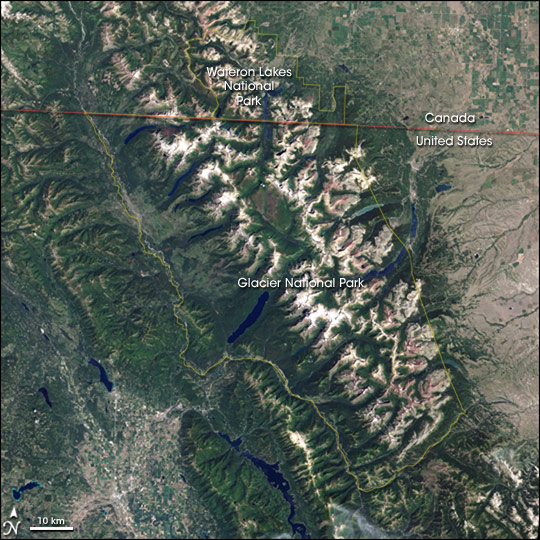
Landsat 7 Imagen del Waterton-Glacier International Peace Park. El frente de las Montañas Rocosas se eleva abruptamente sobre las Grandes Planicies (a la derecha).

En el parque se contabilizan doscientas cascadas, no obstante, durante la estación seca quedan reducidas a pequeños chorros de agua. Entre las mayores cascadas se encuentran las de la región de Two Medicine, las del Valle McDonald y las de Many Glacier, que se encuentran muy cerca del hotel. Una de las cascadas más altas es la Bird Woman Falls cuya caída es de 149 m en la cara norte del monte Oberlin. La Bird Woman Falls se puede observar desde la autopista Going-to-the-Sun.
Las rocas que se encuentran en el parque son principalmente sedimentarias, creadas por mares poco profundos hace entre 1,6 billones hasta 800 millones de años. Durante la formación de las Montañas Rocosas, hace unos 170 millones de años se desplazó una región enorme de rocas de 4,8 km de profundidad y 257 kilómetros de largo 50 kilómetros hacia el este. Esto provocó que las antiguas rocas se colocaran por encima de las nuevas y hoy en día, las rocas proterozoicas de la superficie son 1,4 billones de años más antiguas que las inferiores del cretácico.

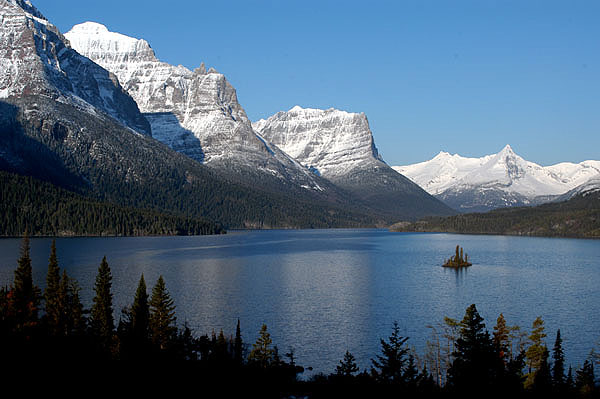
El lago St. Mary es el segundo lago en tamaño del parque.

Una de las evidencias más importantes de esta elevación se puede observar en el Monte Chef, un monte aislado en la frontera este del parque, que se eleva 1371 metros sobre las Grandes Llanuras. En el parque hay siete montañas de más de 3050 metros de altitud, siendo el monte Cleveland, con 3190 metros de altura la más alta. También llamado el monte de las Tres Divisorias, envía agua hasta el océano Pacífico, la bahía de Hudson y el golfo de México y puede ser considerado el vértice hidrológico del continente norteamericano aunque solo se eleve 2444 metros sobre el nivel del mar (los canadienses reclaman este honor para el Snow Dome (3456 m) en el Campo de Hielo Columbia).
Las rocas proterozoicas del parque nacional de los Glaciares son las mejores conservadas del mundo, y han probado la existencia de vida durante esa época. Otras rocas sedimentarias de la misma época han sufrido alteraciones en las otras zonas en las que se encuentran y por lo tanto los fósiles son menos comunes y más difíciles de observar.
Se han documentado seis especies fosilizadas de estromatolitos, antiguos organismos formados por algas de una antigüedad de un billón de años. El descubrimiento de la Formación Appenkunny, un estrato rocoso bien conservado en el parque, cambió la estimación de antigüedad del origen de la vida en un billón de años. Estas formaciones rocosas poseen estructuras que se cree que son restos de los primeros animales.

### Glaciares
El parque nacional de los Glaciares está dominado por montañas que fueron moldeadas por los glaciares de la última glaciación. Estos glaciares han ido desapareciendo desde hace 15 mil años. Las pruebas de la existencia de glaciares se pueden observar por todo el parque debido a la existencia de valles en forma de U, circos, sierras y lagos en las bases de los picos más altos. Desde el final de la glaciación, han tenido lugar varias fases cálidas y frías. La última fase fría tuvo lugar entre 1550 y 1850, conocida como pequeña glaciación. Durante la pequeña glaciación, los glaciares del parque aumentaron y avanzaron, aunque no tanto como los de la era glacial. Curiosamente, el área fue explorada al final de la pequeña glaciación y los glaciares fueron estudiados, cartografiados y fotografiados en esa época. La gran parte de este trabajo decimonónico fue creado para atraer al turismo o para llevar a cabo estudios mineros y no para estudiar y documentar los glaciares.
A mediados del siglo XX, el examen de los mapas y fotografías del siglo anterior mostraron las pruebas de que los 150 glaciares del parque había retrocedido bastante e incluso desaparecido. Fotografiar en distintas épocas los glaciares, como las que se tomaron al Glaciar Grinnell entre 1938 y 2009 permiten observar el retroceso de los hielos.

Evolución del glaciar Grinnell
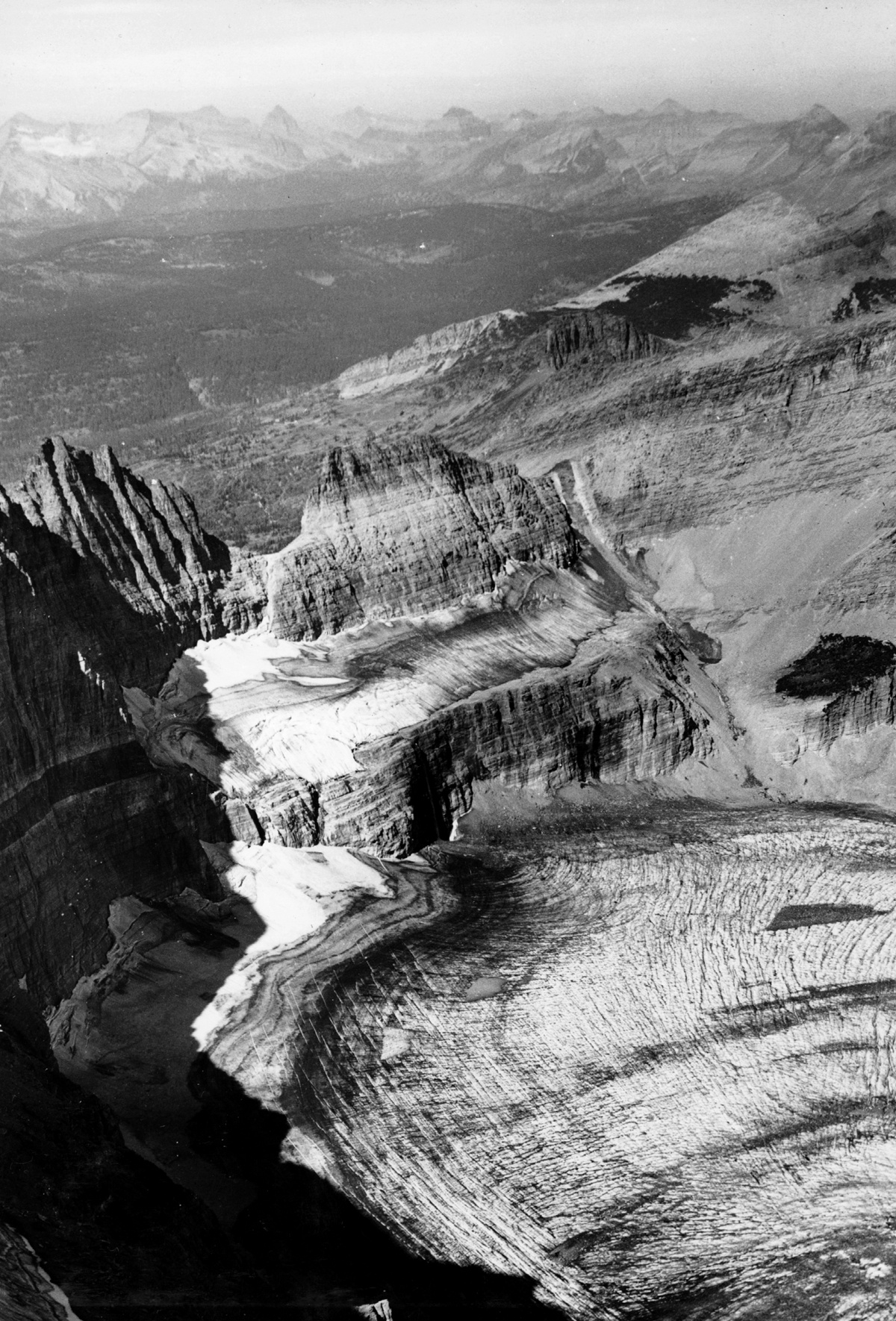
1938
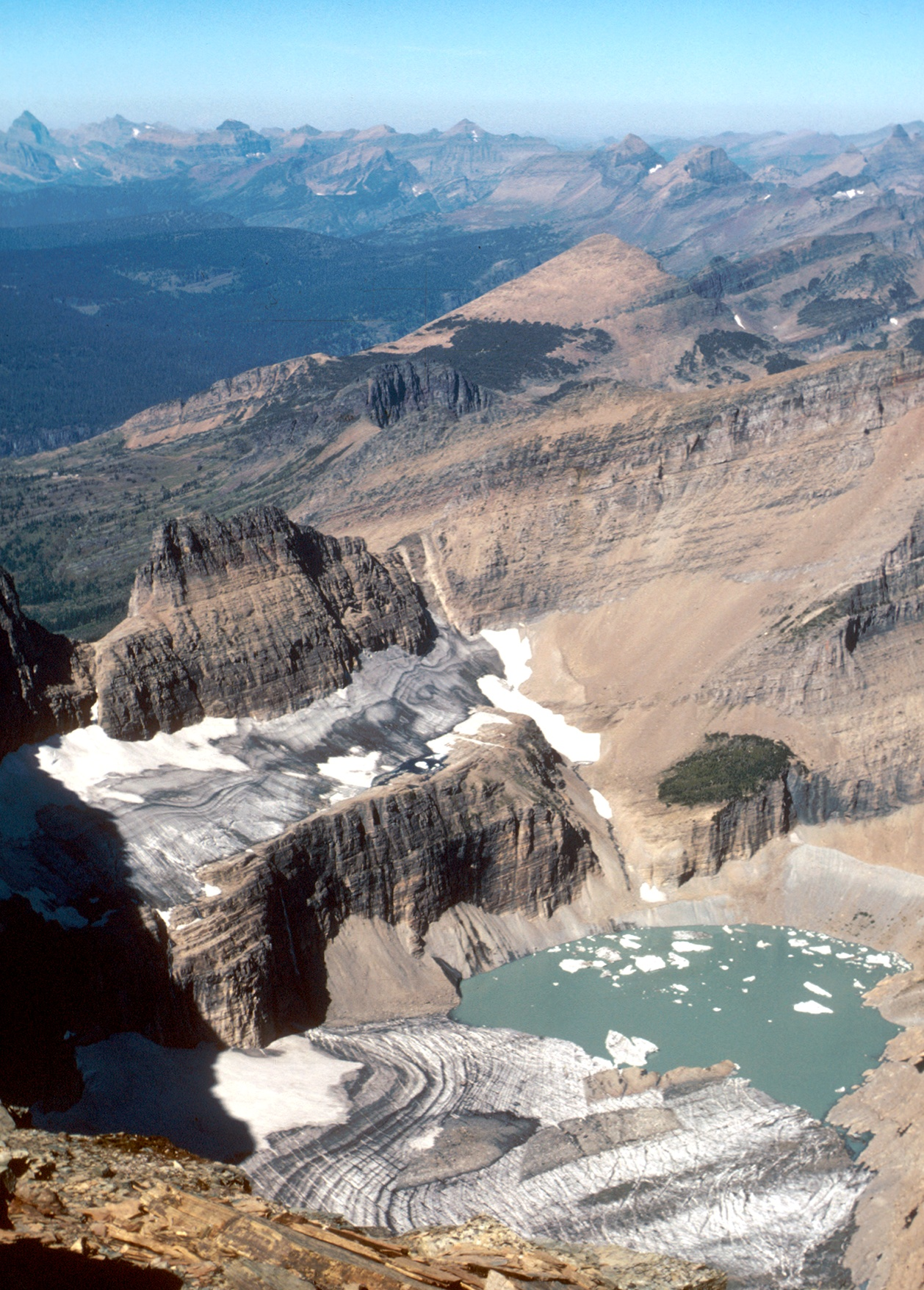
1981
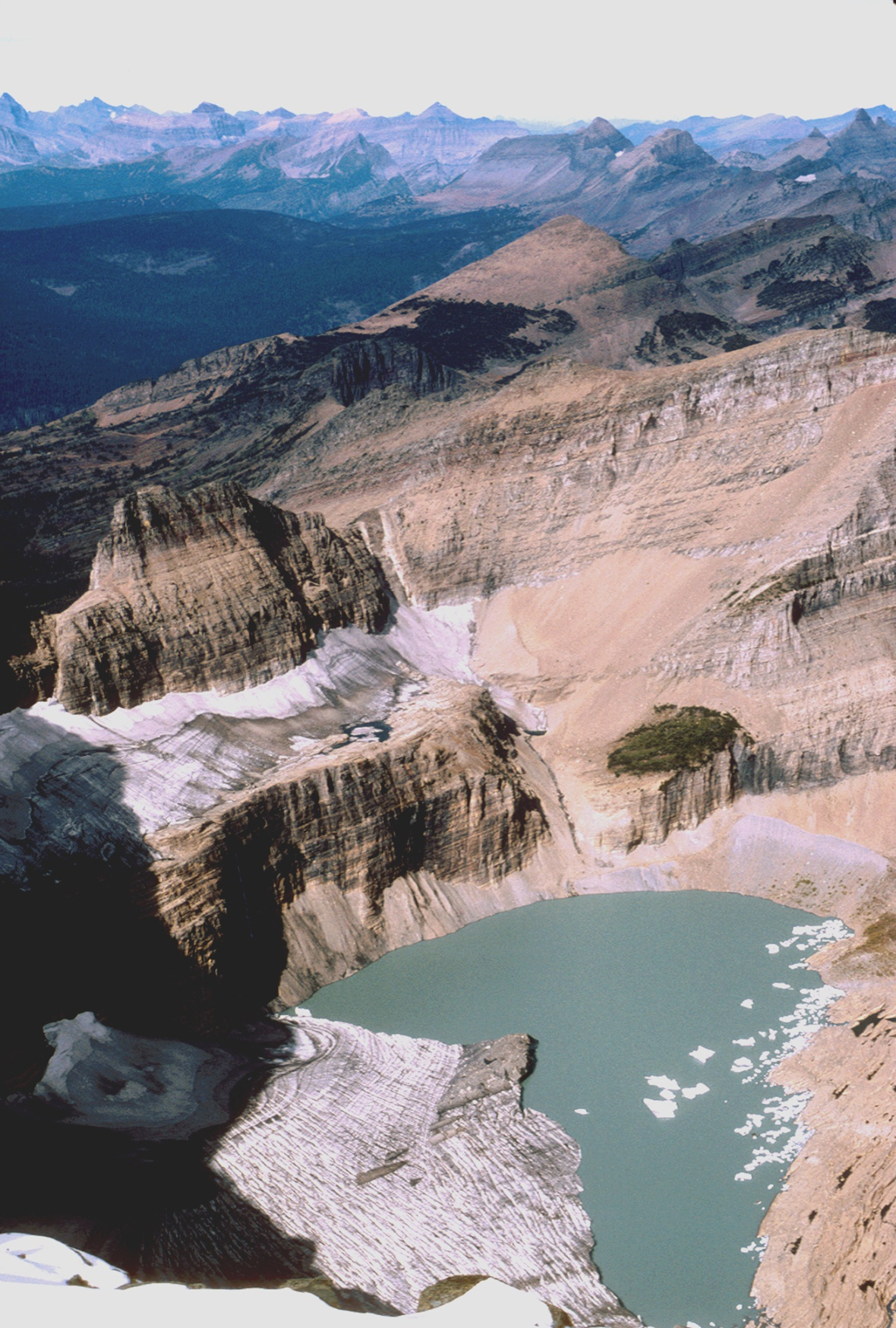
1998
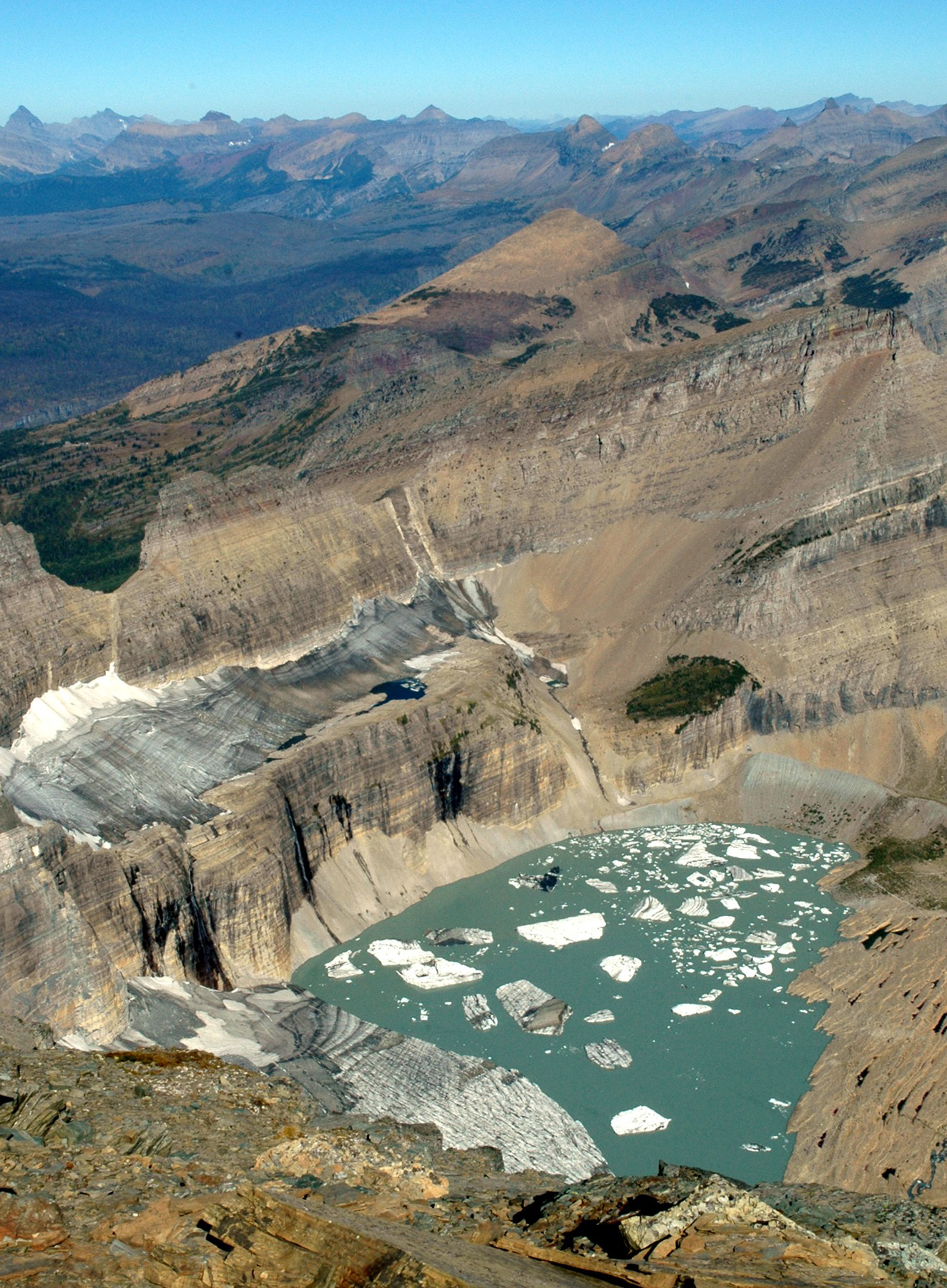
2005
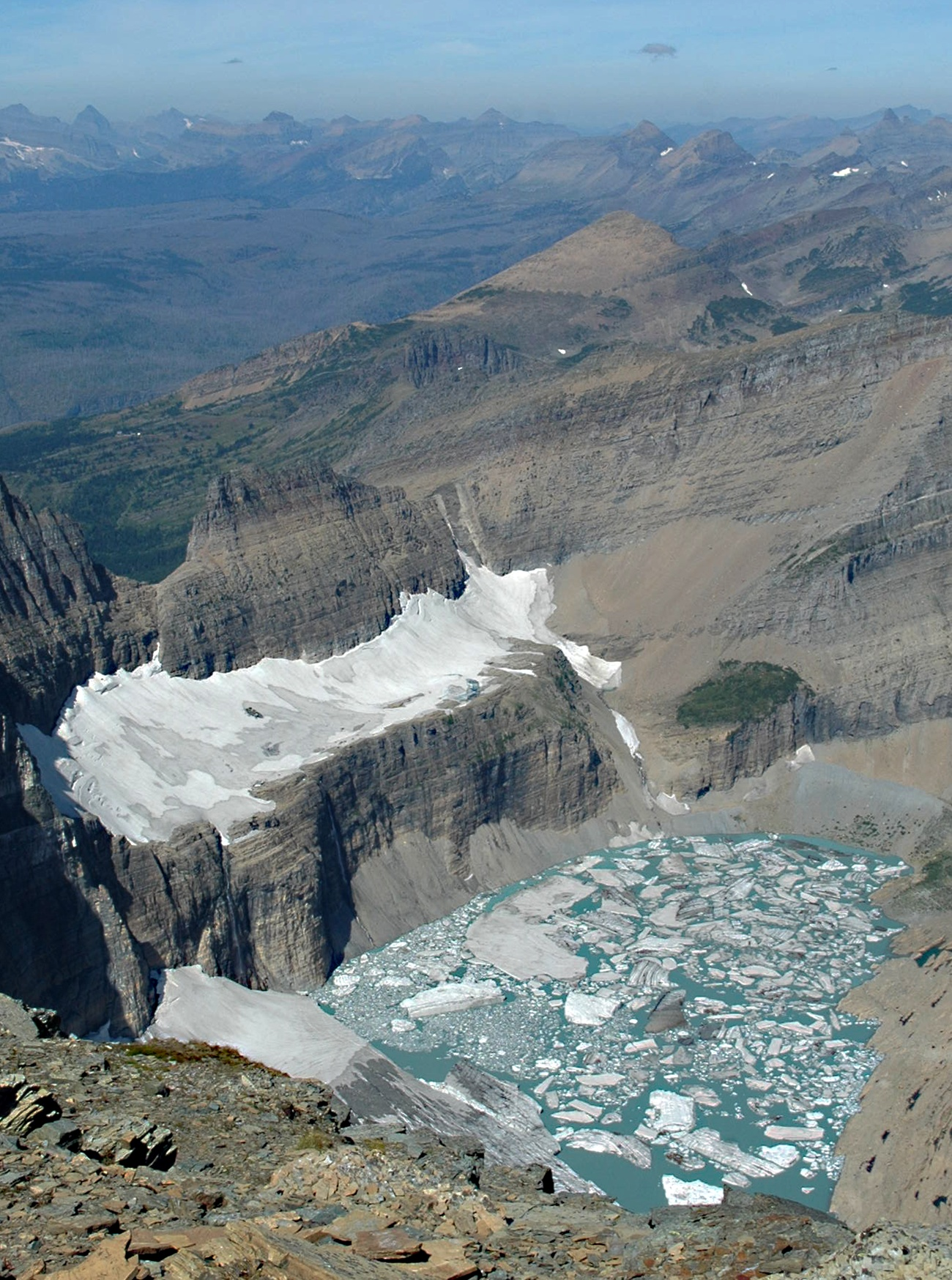
2009

En la década de los 1980, la Inspección Geológica de Estados Unidos comenzó un estudio más sistemático de los glaciares, que continúa estando en la actualidad. En 2005, solo quedaban 27 y los científicos sostienen que de continuar el efecto invernadero, los glaciares del parque desaparecerán definitivamente en 2030 (o 2021 si se tienen en cuenta los modelos más pesimistas). Este retroceso de los glaciares comenzó en 1850, aunque se ha acelerado desde 1980. El retroceso intenso de los glaciares del parque, así como en otras regiones del mundo, es un indicio del calentamiento global. Si no hubiera un importante cambio climático contrario, el balance de masa de los glaciares (grado de acumulación en contraposición con el grado de fundición) continuará siendo negativo y los glaciares desaparecerán dejando solo morrenas y restos de su existencia.
Después del final de la pequeña era glacial en 1850, los glaciares retrocedieron moderadamente hasta 1910. Entre 1917 y 1926 la tasa de retroceso aumentó y se aceleró hasta 1930. Entre 1940 y 1979 hubo una tendencia fría que frenó el retroceso e incluso en algunos ejemplos los glaciares aumentaron 10 metros. Sin embargo, a partir de 1980 los glaciares entraron en un periodo de fuerte retroceso y pérdida de hielo que continúa actualmente. En 1850 los glaciares en la región cercana a Blackfoot y Jackson cubrían 21,6 km², pero en 1979, en la misma región de parque solo 7,4 km² estaban cubiertos por hielos. Entre 1850 y 1979 desapareció un 73 % del volumen de los glaciares. Cuando se creó el parque, el Glaciar Jackson era parte del Glaciar Blackfoot, pero ambos se separaron en 1939. 
El impacto del retroceso de los glaciares en el ecosistema del parque no se conoce del todo, pero las plantas y animales dependientes del agua fría pueden sufrir una pérdida de su hábitat. La reducción de los hielos puede producir alteraciones también en la cantidad de agua que fluye durante los veranos secos, aumentando el riesgo e incendios forestales. La pérdida de glaciares también reducirá la apariencia estética del parque.
Si bien el Parque Nacional Los Glaciares ha experimentado un retroceso significativo en la mayoría de sus masas de hielo (se estima que de aproximadamente 150 glaciares activos en 1850, el número se redujo a solo 26 con un área superior a 0.1 km² para 2015), el Glaciar Perito Moreno, históricamente considerado estable, ha comenzado a mostrar signos claros de un retroceso irreversible y una pérdida de masa acelerada en los últimos años. Estudios recientes basados en imágenes satelitales y mediciones en campo revelan que entre mayo de 2018 y mayo de 2025, el Glaciar Perito Moreno perdió 1.92 kilómetros cuadrados de superficie, lo que equivale a aproximadamente 320 canchas de fútbol. Además, su tasa de adelgazamiento se ha duplicado, pasando de 4 metros anuales (entre 2018 y 2022) a 8 metros por año en los últimos dos años a tan solo 5 km de su frente. En total, el glaciar ha perdido 31 metros de espesor en siete años, confirmando un balance de masa negativo persistente. Este fenómeno es atribuido directamente al aumento de la temperatura media anual en la región, que en las últimas tres décadas ha subido 1.2 °C, con el verano de 2023-2024 siendo el más cálido en 30 años, alcanzando los 11.2 °C. La última ruptura del arco del Perito Moreno ocurrió en 2018, y desde entonces, la formación completa del dique de hielo no se ha repetido, contribuyendo a la aceleración de su retroceso y marcando el "fin del equilibrio" que lo caracterizaba. La pérdida de estos glaciares no solo altera el paisaje, sino que también tiene un impacto crítico en el ecosistema, afectando el suministro de agua fría para arroyos y la biodiversidad acuática. Más allá de lo local, la desaparición de estas reservas de agua dulce (los glaciares acumulan más del 75% de las reservas mundiales de agua dulce) amenaza a las comunidades sudamericanas que dependen de su deshielo para consumo, producción hidroeléctrica y riego durante los meses secos.

### Clima
Muchas áreas son solo accesibles durante el verano, finales de primavera y principios de otoño, dependiendo de la cantidad de nieve caída y la elevación. Los chubascos son frecuentes en el verano y pueden durar varios días, llegándose a alcanzar 760 mm por mes. Puede nevar en cualquier época del año, incluso en el verano, y especialmente a mayores altitudes. La mejor forma de evitar el clima húmedo es planear la visita para principios de verano. En la primavera, sin embargo, las noches son frías y las sierras de gran altitud, incluido Logan Pass se mantienen cubiertas de nieve. En verano son comunes las tormentas y se deben tener en cuenta las medidas de seguridad para evitar el impacto de los rayos. El terreno montañoso evita la formación de tornados. El invierno puede traer olas de frío duraderas, especialmente en la zona este de la Divisoria continental. Las nevadas son comunes durante todo el invierno y las mayores acumulaciones de nieve se producen en el oeste. Durante el verano, las temperaturas medias son de 15 a 25 °C, cayendo por las noches hasta 7 °C. Las temperaturas en las zonas elevadas son más frías. Sin embargo, en los valles bajos, las temperaturas sobrepasan los 32 °C.

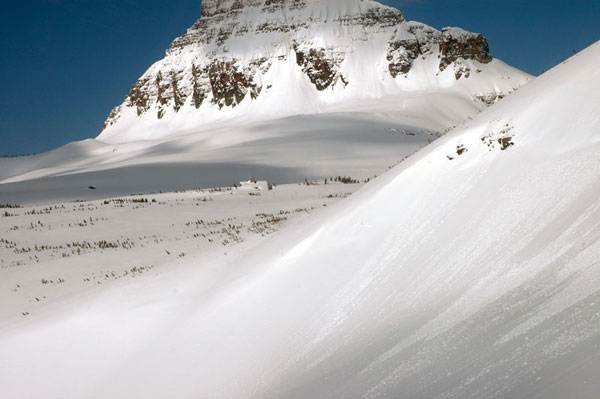
El Big Drift cubriendo la carretera Going-to-the-Sun, fotografía del 23 de marzo de 2006.

En la región se han registrado cambios de temperatura bruscos, y en Browning, una localidad que se encuentra en la reserva india de los Pies Negros, al este del parque, se produjo el récord mundial de cambio de temperaturas, en 24 horas hubo 56 °C de diferencia. Ocurrió la noche del 23 de enero de 1916, cuando los termómetros pasaron de -7 °C a 49 °C
El parque nacional de los Glaciares posee un importante programa de estudio del cambio climático. Con sede en West Glacier, el Servicio Geológico de los Estados Unidos lleva a cabo estudios sobre el cambio climático en la zona desde 1992. Además del estudio del retroceso de los glaciares, se han investigado los bosques, creándose modelos en los que se analizan las alteraciones de hábitat que provocan los incendios. Además, se documentan los cambios en la vegetación alpina y de las corrientes de agua, así como de las temperaturas, para lo que se utilizan estaciones meteorológicas. También se miden los niveles de radiación ultravioleta, el nivel de ozono y otros gases atmosféricos. Todos los datos obtenidos se cotejan con los obtenidos en otras regiones del mundo para comprender mejor el fenómeno del cambio climático.
El Parque Nacional de los Glaciares ha experimentado un significativo retroceso de sus glaciares. Se estima que en 1850 había aproximadamente 150 glaciares activos en la zona. Para 2015, este número se redujo a solo 26 glaciares con un área superior a 0.1 km² (25 acres), el tamaño mínimo considerado para un glaciar activo. Este retroceso se atribuye al aumento de la temperatura media anual en la región, que desde 1900 ha incrementado 1.33 °C, casi el doble del promedio global. Aunque algunas proyecciones anteriores indicaban su desaparición para 2030, investigaciones más recientes sugieren que el derretimiento continúa de manera significativa. La pérdida de estos glaciares impacta directamente el ecosistema del parque, afectando el suministro de agua fría para arroyos y la biodiversidad acuática, especialmente especies como la trucha..

## Vida salvaje y ecología

### Flora

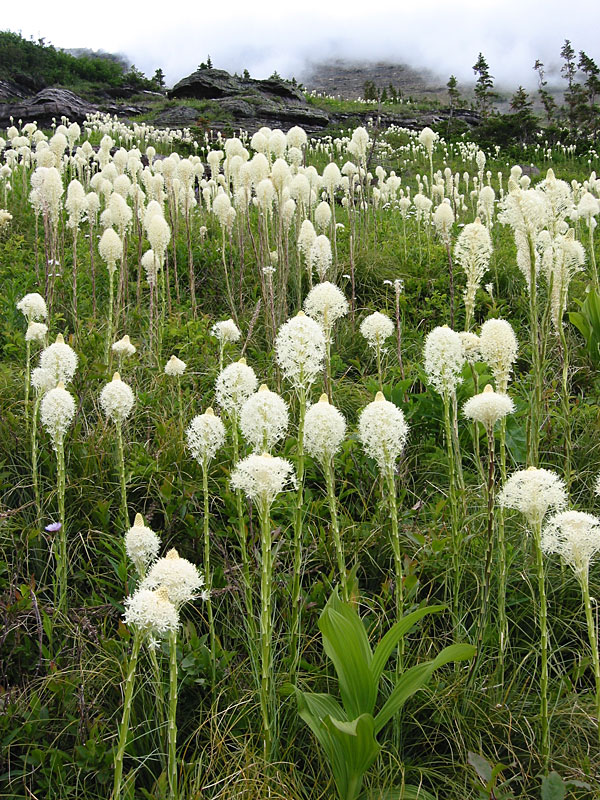
La hierba oso es una planta común del parque.

El parque nacional de los Glaciares forma parte del gran ecosistema conocido como la Corona de los Ecosistemas del Continente, que está compuesto por zonas salvajes de calidad prístina. Todas las plantas y animales que existían cuando llegaron los primeros exploradores, se siguen encontrando en la actualidad.
En el parque se ha identificado un total de 1132 plantas. Predominan los bosques de coníferas formados por pinos y abetos. Los algodoneros son típicos de las zonas bajas y de las riberas de los ríos y riachuelos. La línea de crecimiento de árboles se sitúa en 250 metros, más baja que en la zona oeste de la Divisoria continental, porque se encuentran expuestos a los vientos fríos de las Grandes Planicies. Al oeste de la Divisoria continental, los bosques reciben más humedad y están más protegidos de los vientos invernales, por lo que son más densos y poseen árboles más grandes. Por encima de los valles boscosos se encuentra un sistema ecológico de tundra, con prados y pequeñas plantas propias de regiones que disfrutan de solo 3 meses sin nieve. Hay 30 especies autóctonas del parque. La hierba oso, una planta alta, es muy común en las zonas húmedas. También son muy comunes las plantas con flor como los mimulus y lilium.
Las zonas boscosas se dividen en las tres mayores zonas climáticas.

### Fauna

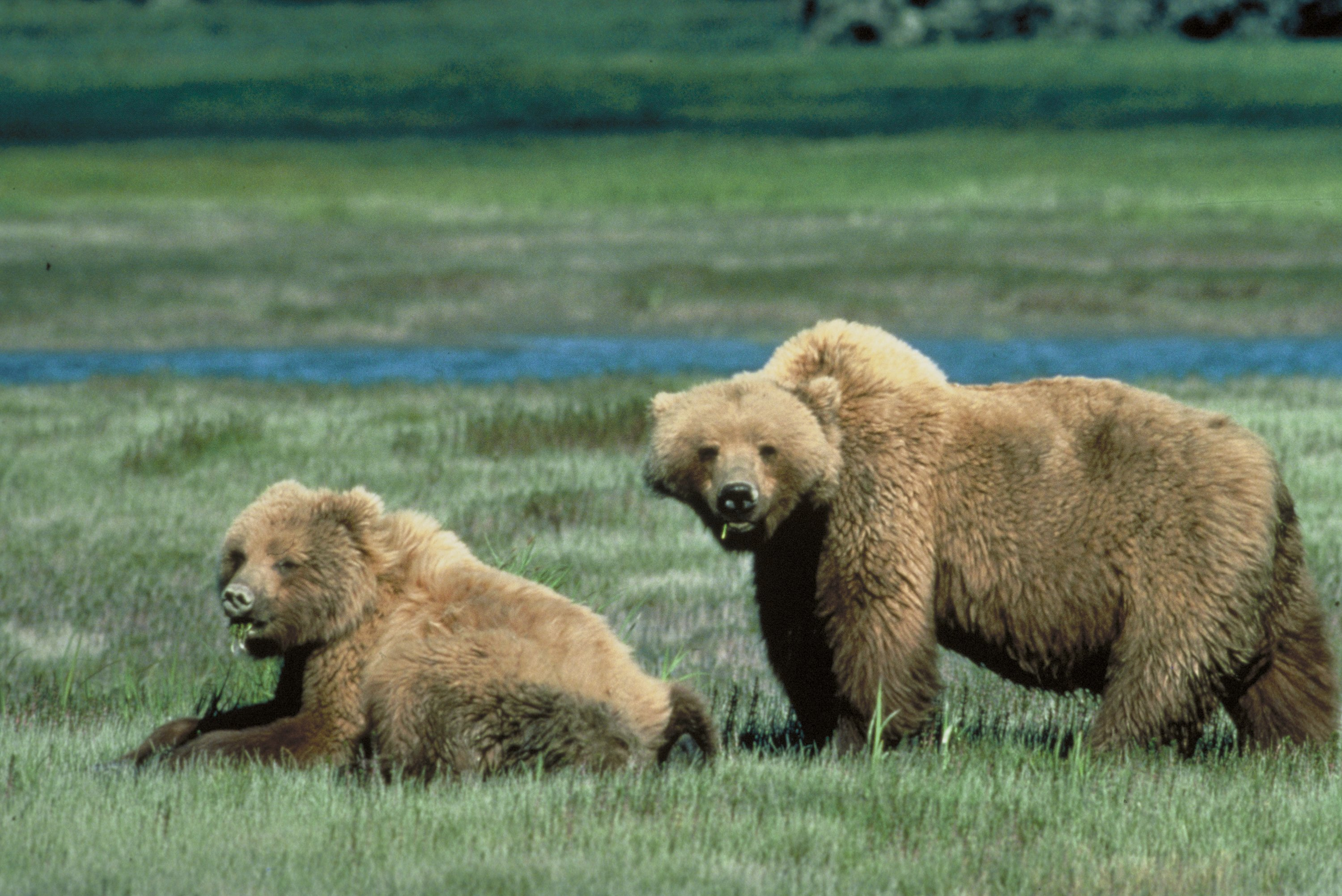
El oso Grizzly es una especie amenazada, se cree que en el parque hay 300.

Con la excepción del bisonte y el reno, todos los animales documentados en el pasado se encuentran presentes en el parque, lo que proporciona a los científicos un ecosistema intacto para su estudio. En el parque se encuentran dos especies amenazadas, el oso grizzly y el lince canadiense. Aunque su número se mantiene en los niveles históricos, se encuentran en esta lista porque son muy escasos en el resto del territorio estadounidense, con la excepción de Alaska. Cada año se producen uno o dos ataques de osos a humanos en el parque. Desde la creación del parque en 1910 se han documentado 10 muertes ocasionadas por osos. El número de osos y linces en el parque no es seguro, pero los biólogos del parque estiman la existencia de 350 osos y al menos 15 linces en la zona este del parque. Se estima que hay 800 osos negros en el parque. El oso negro es menos agresivo que el grizzly y un reciente estudio de ADN indica que hay 6 veces más osos negros que grizzlies. Otros grandes mamíferos son la cabra montesa (símbolo del parque), el muflón canadiense, el alce, el ciervo común, el ciervo mulo, el coyote y el poco común puma. A diferencia del parque nacional de Yellowstone donde se ha producido un programa de reintroducción del lobo, en el parque nacional Glacier no han desaparecido. Se ha documentado un total de 62 especies de mamíferos.
También se ha registrado un total de 260 especies de aves, entre los que destacan el pigargo cabeciblanco, el águila real, el halcón peregrino, el cisne de la tundra y el ganso canadiense entre otras águilas, halcones, patos y cisnes
Debido al clima, los reptiles son escasos, existiendo solo una especie de serpientes y de tortugas. Solo existen 6 especies de anfibios, aunque con gran población. Después de los incendios de 2001 se cerraron varias carreteras para permitir la migración de sapos de un lado al otro del parque.
Existen un total de 23 especies de peces en las aguas del parque, entre los que destacan las truchas y los salmones.
El parque también es hábitat de la amenazada trucha toro (Salvelinus confluentus), cuya pesca es ilegal y deben ser devueltas inmediatamente en caso de pescarlas de forma accidental.
El cambio climático también representa una amenaza significativa para la fauna del parque. Especies alpinas como el pika son particularmente vulnerables a la reducción de la capa de nieve y al aumento de las temperaturas. Además, el aumento de la temperatura y la sequía han llevado a un incremento en las poblaciones de insectos, como el gorgojo del pino de montaña y el gusano cogollero del abeto, lo que afecta la salud de los bosques y, consecuentemente, los hábitats. La disminución de ciertas plantas, como los arándanos, que son una fuente de alimento crucial para los osos grizzly, también es motivo de preocupación.

### Incendios y ecología

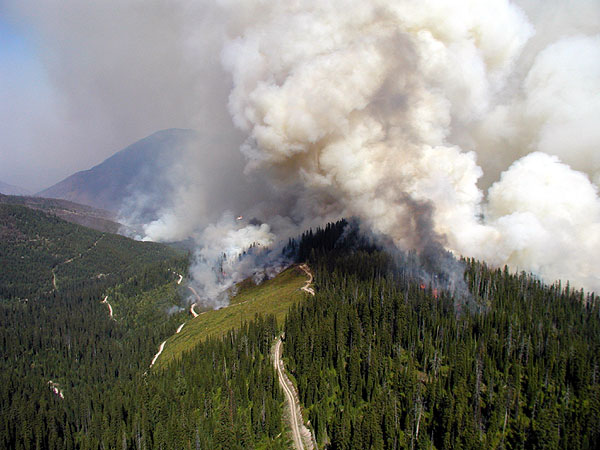
Los incendios quemaron el 10% del parque en 2003.

Los incendios fueron considerados durante muchas décadas como una forma de proteger las áreas boscosas y los parques. Después de los años 1960 se gestó la idea de que los incendios eran parte del ecosistema. Las primeras políticas de prevención contra incendios provocaron la acumulación de árboles muertos en los bosques que hubieran sido eliminados si se hubiera producido un incendio. Muchas especies de plantas y árboles necesitan al fuego para completar su ciclo reproductor. El parque nacional Glacier tiene un plan de control de incendios, que asegura la extinción de aquellos provocados por la mano del hombre. En caso de fuegos naturales, el incendio se estudia y solo se extinguirá dependiendo del tamaño y de los riesgos para la población humana e infraestructuras. Los grandes incendios que necesitan la ayuda de varias fuentes de extinción son coordinados por el Centro Nacional de Incendios.
El aumento de la población y el crecimiento de las áreas suburbanas en los límites del parque, han llevado al desarrollo de lo que se conoce como Control de Fuego de Zonas Urbanas y Salvajes (Wildland Urban Interface Fire Management), en el cual el parque coopera con los propietarios de tierras adyacentes para mejorar la seguridad y disminuir la destrucción causada por los incendios. Esta política también se lleva a cabo en otras zonas protegidas. Como parte de este programa, las casas y estructuras que se encuentran cerca del parque son diseñadas de forma que resistan al fuego. Los árboles muertos y caídos que se encuentran cerca de núcleos urbanos son eliminados para evitar una posible combustión de efectos catastróficos. En 2003, ardieron 550 km² de parque debido a 5 años de sequía y un verano sin ningún tipo de precipitación. Este ha sido el mayor incendio ocurrido desde la creación del parque en 1910.

## Recreo
El parque nacional de los Glaciares se encuentra lejos de las grandes ciudades y el aeropuerto más cercano está en Kalispell, Montana, al suroeste del parque. Los trenes paran al este y al oeste del parque. Una flota de autobuses realiza desde 1930 tours por las carreteras principales del parque. La flota fue reemplazada en 2001 para incorporar autobuses de propano que reducen el impacto ambiental. En alguno de los lagos mayores se encuentran botes de madera, datando algunos de los años 1920.
Una actividad muy popular en el parque es el senderismo. Más de la mitad de los visitantes del parque dedica unas horas a recorrer alguno de los 1126 km de senderos que posee el parque. Algunos senderos se cierran debido a la existencia de acumulaciones de nieve. Debido a la presencia de osos en el parque, no está permitido acceder a los senderos con perros, aunque sí está permitido en las zonas recreativas y carreteras pavimentadas.

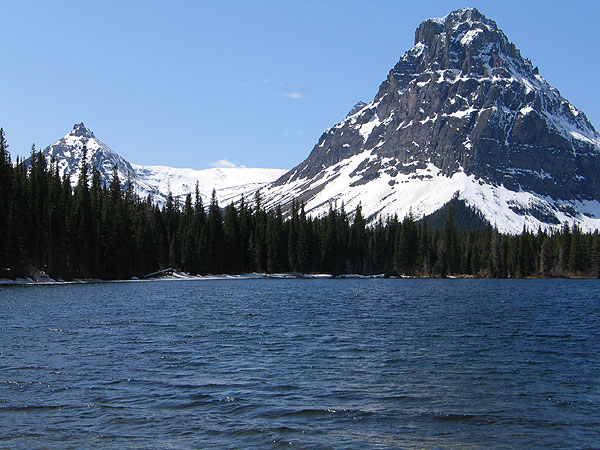
Lago Two Medicine con la montaña Sinopah.

En las siguientes áreas se pueden encontrar actividades de senderismo de varios días:
- Lago McDonald
- Logan Pass
- Many Glacier
- Lago St. Mary
- Two Medicine
- Bifurcación norte del Río Flathead
- Goat Haunt

Se permite acampar en los cámpines que se encuentran a lo largo de los senderos. Es necesario un permiso, que puede ser obtenido en los Centros de Visitantes. El camping suele estar cerrado en su mayor parte hasta principios de junio, por el riesgo potencial de aludes. Las grandes zonas recreativas, que disponen de buenos aparcamientos, se encuentran en los alrededores de los lagos mayores. La zona de acampada de St. Mary y la de Apgar se encuentran abiertas durante todo el año, pero las condiciones no son buenas en la temporada baja, ya que las habitaciones están cerradas y no hay agua corriente. Todos los cámpines están abiertos desde mediados de junio a mediados de septiembre.
Una de las actividades principales del parque es la pesca. Aunque hay que cumplir con las regulaciones sobre pesca, no es necesario pedir un permiso especial para pescar. No hay restricciones en el número de pescas por día, y solo se debe evitar la pesca de la trucha toro.
En invierno las actividades en el parque son limitadas. El esquí está prohibido en el parque, salvo la modalidad de esquí alpino que se permite en los valles bajos del este y oeste. 

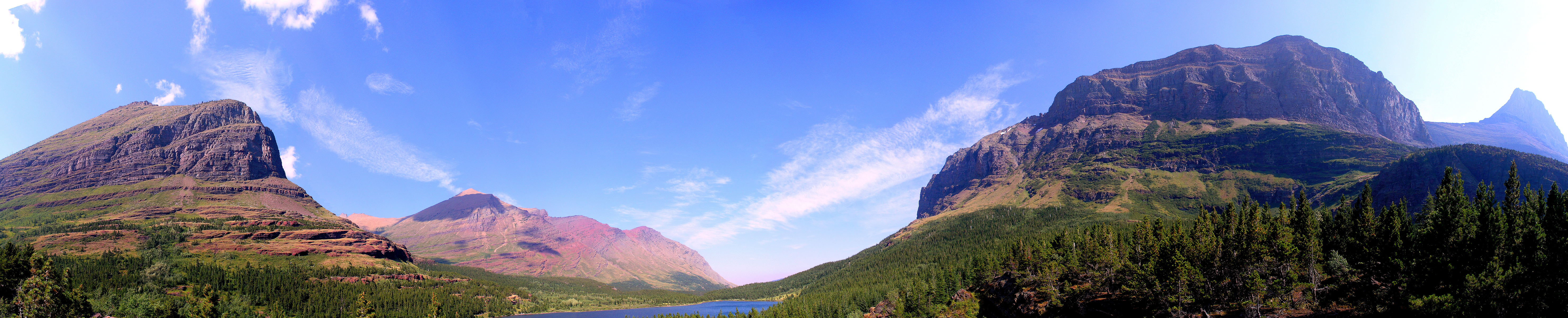
Vista de las Red Rock Falls